# رنگ‌دیسه

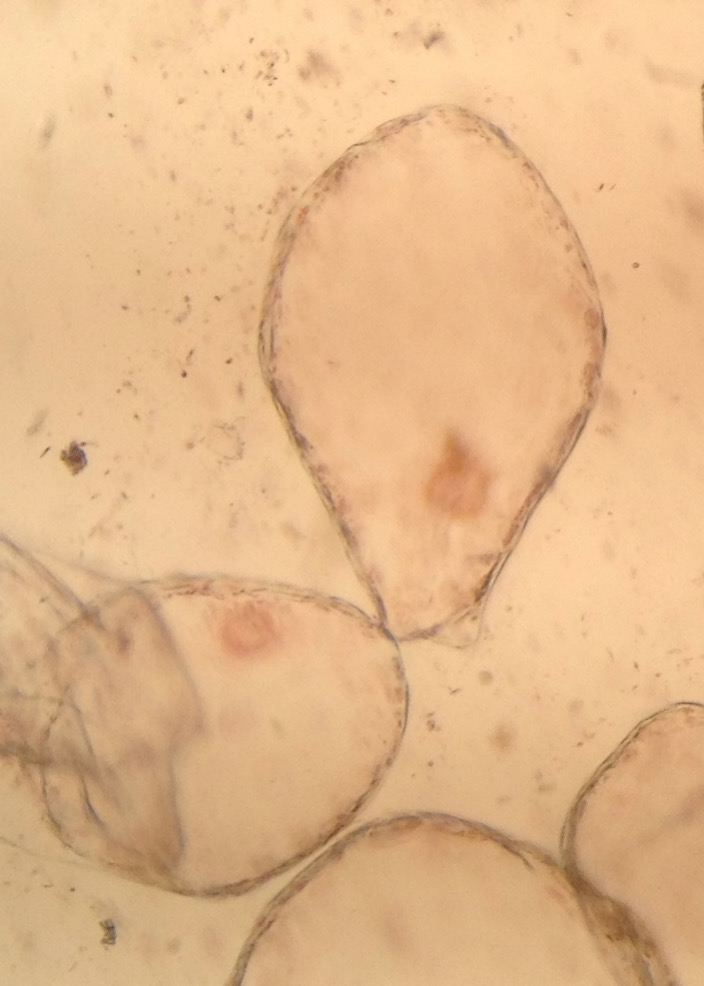
رنگ‌دیسه‌ها در گوجه‌فرنگی

رنگ‌دیسه یا کروموپلاست یک پلاست و از اندامک‌های مسئول سنتز و ذخیرهٔ رنگدانه‌ها در برخی یوکاریوت‌های فتوسنتزکننده است.

## فرم ها
انواع رنگ‌دیسه‌ها از جمله کروی ، عدس ، مستطیل ، لوبولار ، زاویه ای ، مثلثی و خاص با یکدیگر متفاوت است. این پوشش با غشاهای دوتایی پوشیده شده است و دارای چند پسوند در آن است. رنگ‌دیسه‌های رنگی ممکن است حاوی کریستال های کاروتن مانند هویج و پلاستیک گوجه فرنگی باشد.

## رنگ ها
رنگ‌دیسه‌ها حاوی رنگهای زیر است:
1. کاروتن: مسئول قرمز و نارنجی است
2. گزانتوفیل: مسئول رنگ زرد است
3. Phycocyanin: مسئول رنگ آبی است

رنگ‌دیسه‌ها با توجه به درصد رنگدانه های موجود در آنها ، از جمله: کروموپلاست های قرمز ، زرد ، نارنجی و سایر کروموپلاست ها متفاوت است.
https://upload.wikimedia.org/wikipedia/commons/thumb/1/10/Plastids_types-fr.svg/800px-Plastids_types-fr.svg.png